# 15 км (Кемеровская область)
15 км — упразднённый посёлок в Топкинском районе Кемеровской области. Входил в состав Топкинского сельского поселения. Исключен из учётных данных в 2025 году.

## География
Расположен на западе области, в пригородной зоне города Топки, вблизи реки Большая Камышная. Центральная часть населённого пункта расположена на высоте 225 метров над уровнем моря.

## История
Населённый пункт появился при строительстве железной дороги. В селении жили семьи тех, кто обслуживал железнодорожную инфраструктуру разъезда.

## Население
| 2010 |
| ---- |
| 0    |

## Инфраструктура
Путевое хозяйство Западно-Сибирской железной дороги. Действует железнодорожная платформа 15 км. Садоводческие товарищества.

## Транспорт
Доступен автомобильным и железнодорожным транспортом.
Просёлочные дороги.